# Angelo Neumann
Angelo Neumann (18. srpna 1838 Stupava (okres Malacky) – 20. prosince 1910 Praha) byl rakouský barytonista, režisér, impresário a divadelní ředitel.

## Život

### Dětství a pěvecké začátky (1838–1862)
Josef Angelo Neumann se narodil ve Stupavě (Stampfen) u Prešpurku (Bratislavy) 18. srpna 1838 v rodině židovského obchodníka Lukase Neumanna a Theresie Neumannové, roz. Kornfeldové. Původně chtěl studovat medicínu, ale když se v protestantském kostele projevil jeho pěvecký talent, ujala se ho učitelka zpěvu Theresie Stilke-Sessi. Po prvním veřejném vystoupení ve Vídni v roce 1859 se rozhodl pro pěveckou dráhu. Po neúspěchu v Berlíně odešel jako první barytonista do Kolína nad Rýnem, přičemž krátce působil také v Krakově, Šoproni, Prešpurku a v roce 1861 v Gdaňsku.

### Barytonistou ve Vídeňské dvorní opeře (1862–1876)

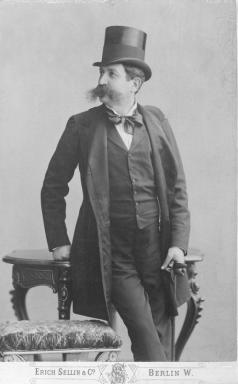
Angelo Neumann

Když v roce 1862 nastoupil na místo barytonisty v lyrickém oboru ve Dvorní opeře ve Vídni, oženil se s Paulinou Franciskou Mihalowich. 18. října 1865 se pak manželům narodil syn Karl Eugen, později proslulý indolog a překladatel buddhistických textů. V opeře debutoval v roli Fiesqua v Donizettiho opeře Maria von Rohan. Brzy se osvědčil pro svůj organizační talent, pracovitost a společenskou obratnost. Setkal se s Meyerbeerem a Gounodem, v závěru svého vídeňského období vystoupil i pod taktovkou Richarda Wagnera v roli brabantského šlechtice v Lohengrinovi. Zkušenosti, které zde nabyl, byly rozhodující inspirací pro pozdější roli divadelního ředitele, pro niž se pragmaticky rozhodl, když ho v roce 1875 začala sužovat krční choroba.

### Ředitelem opery městského divadla vLipsku (1876–1882)
V roce 1876 byl Neumann divadelním podnikatelem Augustem Försterem pověřen administrativou a správou opery v městském divadle v Lipsku. Třebaže neměl ředitelskou zkušenost, počínal si od začátku v uměleckých i praktických a finančních otázkách s obdivuhodnou jistotou. Jeho hlavní ctižádostí bylo uvést v Lipsku kompletní Wagnerovu tetralogii Prsten Nibelungův, která poprvé zazněla v Bayreuthu v roce 1876. Podrobně instruoval kapelníka Suchera a sám převzal režii, přičemž se snažil dokonale zopakovat vše, co viděl ve vídeňských inscenacích vytvořených podle skladatelových pokynů.
První lipské provedení tetralogie se uskutečnilo 13. srpna 1876. Protože Wagnerovi bylo uvádění jednotlivých částí Prstenu mimo Bayreuth proti mysli, navštívil jej Neumann 28. ledna 1878 v jeho vile Wahnfried a přednesl mu plán na představení díla nejprve po částech a potom vcelku. Značně zadlužený skladatel nakonec svolil a zapůjčil partitury k pořízení opisů. Neumann odkoupil část Wagnerovy výpravy, od zbytku si nechal na vlastní náklady zhotovit kopie. Lipská představení tetralogie v letech 1878–1879 byla prvořadou atrakcí, která se finančně vyplatila jak Wagnerovi, tak lipské radnici. V červnu 1882 však lipská smlouva skončila, a městská rada neměla o další spolupráci s příliš agilním Neumannem zájem.

### Nibelungen-Tournée (1882–1883)
Protože Neumann kromě wagnerovského fundu vlastnil i provozovací právo na Prsten Nibelungův, rozhodl se pro unikátní projekt, při kterém shromáždil 134 osob a založil cestující Richard-Wagner-Theater. S jedenácti vybranými kmenovými sólisty, se sborem, personálem a jevištní technikou si najal zvláštní vlak a v letech 1882-1883 podnikl turné po Německu, Nizozemsku, Belgii, Rakousku-Uhersku a Itálii. Získal si tak jméno po celé Evropě a měl (přes některé námitky ortodoxních wagneriánů) velkolepé úspěchy. V červnu 1883 přijal místo ředitele v Brémách a uvažoval o tom, kam investovat získaný výnos. Tehdy přišla nabídka z pražského Stavovského divadla.

### Ředitelem Stavovského divadla (1885–1910)

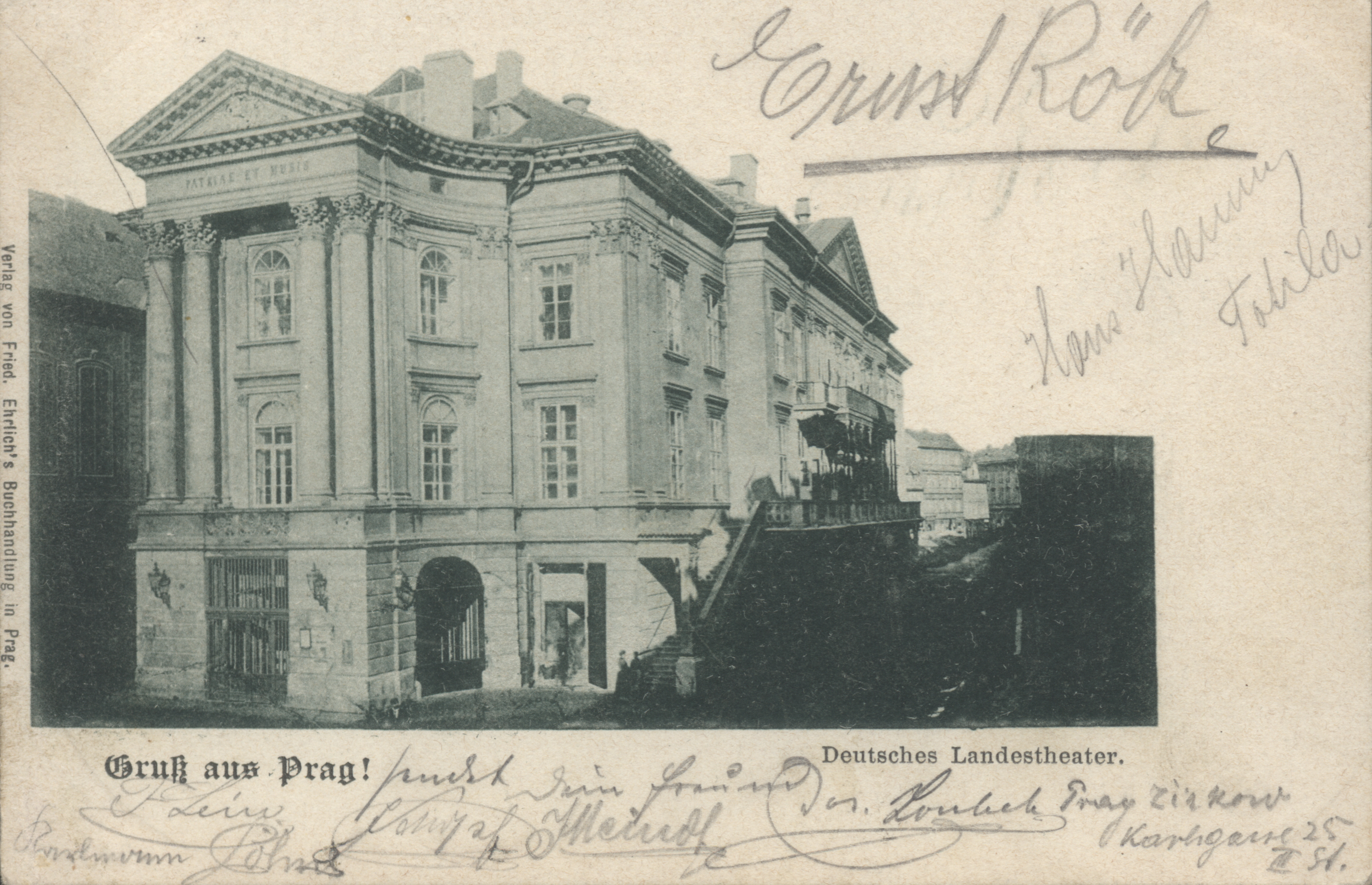
Pražské Stavovské divadlo ca 1898

Situace pražské německé scény byla v roce 1884 velmi složitá, bylo to divadlo německojazyčné menšiny uprostřed většinově českého města, které se potýkalo se značnými finančními problémy. Neumann byl ochoten investovat 60.000 florinů na uhrazení dluhů, které měl vůči uměleckému a technickému personálu odstupující ředitel Edmund Kreibig, a doplňovat prostředky ze zemské subvence vlastními investicemi. Historická budova nedostačovala tehdejšímu divadelnímu provozu, proto již na rok 1886 plánoval divadelní spolek projekt na vybudování Nového německého divadla. Neumann se do těchto snah zapojil a přijal také břímě dědičných lóží a penzijního spolku zaměstnanců divadla. Předpokládal, že jeho opera získá i české obecenstvo. První pražskou sezónu zahájil 1. srpna 1885 a zároveň prostřednictvím deníku Bohemia oslovil publikum proklamací: "Uměnímilovným obyvatelům města Prahy".
V roce 1886 Neumann angažoval herečku Johannu Busku, s níž se 6. listopadu 1887 se v Prešpurku oženil, dne 18. prosince 1888 se jim potom v Praze narodila dcera Angela Elisabeth, přezdívaná Mimi. Již od svého nástupu do funkce mezitím zahájil v Praze dosud nebývalé autorské cykly uvedením série deseti Schillerových dramat. V letech 1886-1887 probíhaly stavební práce na nové budově, která byla za účasti mnoha hostů slavnostně otevřena 5. ledna 1888 Wagnerovou operou Mistři pěvci norimberští.

### Ředitelem Nového německého divadla v Praze (1888–1910)

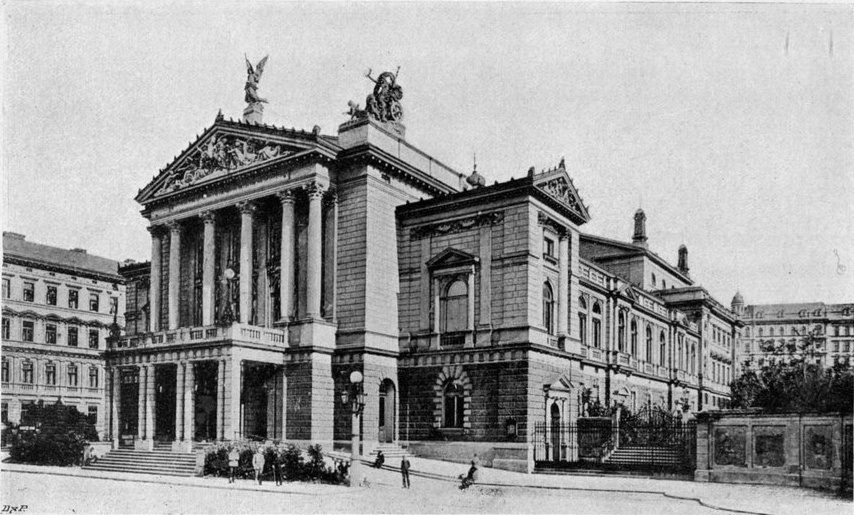
Nové německé divadlo kolem roku 1900

Náklady vynaložené na stavbu činily cca 800 000 zlatých a byly (na rozdíl od Národního divadla) uhrazeny výhradně ze soukromých zdrojů. Technické vybavení splňovalo nároky Wagnerových oper, nevyhovovalo však činohře, která zůstala i s Neumannovou kanceláří a zázemím pro účinkující v budově Stavovského divadla. Celkový provoz byl trvale ztrátový, ředitel tedy hledal nové zdroje a v roce 1889 s úspěchem cestoval po Rusku s Wagnerovou tetralogií, požádal rovněž Zemský výbor o zvýšení subvence. V roce 1899 zavedl proslulé každoroční festivaly Maifestspiele (Májové slavnostní hry) s hostováním zahraničních divadel. S promyšlenou dramaturgií tak Neumann budoval "divadlo zvláštních událostí", jimiž chtěl obejít neodstranitelné bariéry specifické situace pražských Němců. Mezinárodní věhlas festivalů přitom Prahu učinil "městem, kde vede divadlo Angelo Neumann". Jeho pražská éra se vyznačovala smyslem pro uměleckou kvalitu i šťastnou volbou při výběru talentovaných osobností. Dirigenti jako Gustav Mahler, Otto Klemperer, Karl Muck, Franz Schalk a Leo Blech, zpěvačky jako Gertrud Förstel, Margarethe Siems, propracované operní cykly (Gluck, Mozart, Weber, Meyerbeer, Verdi a zvláště Wagner), stejně jako zajímavé novinky (Weisova opera Der polnische Jude, d'Abertova opera Tiefland, Debussyho Pelléas et Melisande) byly základem zahraničního věhlasu Nového německého divadla. Neumannovu popularitu v Praze samotné potom dokládá anketa, kterou 9.-10. června 1900 uspořádal Pražský spolek pro podporu škol (Prager Schulerhaltungs-Verein).
V roce 1905 Neumann onemocněl a odjel na delší hospitalizaci do Berlína. Po návratu ze sanatoria shrnul do knižní podoby své vzpomínky na Wagnera, v plánu měl také sepsání dějin svého cestujícího divadla, ale povinnosti mu nedovolily spis dokončit. V roce 1909 dostal nabídku působit v Berlíně, kde se plánovala stavba velkého operního domu. Plán však nakonec ztroskotal, protože stavba nezískala potřebné povolení.

### Konec života a smrt

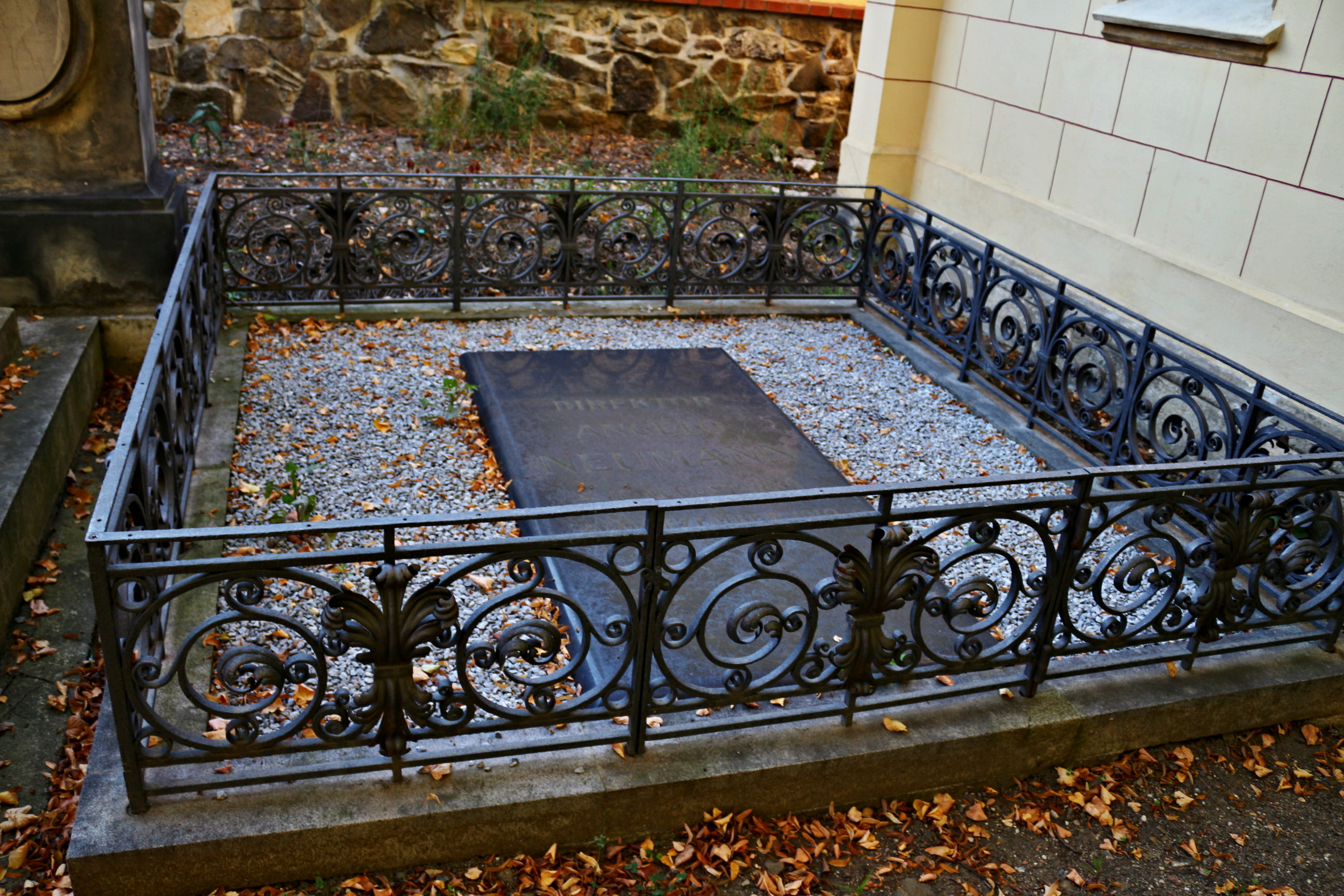
Náhrobek Angelo Neumanna na Evangelickém hřbitově ve Strašnicích

V prosinci 1910 se Neumann vrátil z berlínské nemocnice do Prahy a podle svého zvyku kontroloval zkoušku Beethovenovy opery Fidelio. V divadle si přivodil nachlazení, ze kterého se vyvinul zápal plic. Angelo Neumann zemřel ve svém bytě 20. prosince 1910. Pohřben je na evangelickém hřbitově v Praze-Strašnicích.

## Spisy
- NEUMANN, Angelo. Erinnerungen an Richard Wagner; mit vier Kunstblättern und zwei Faksimiles. 3. Auflage. Leipzig 1907